# Ian Khama
Seretse Khama Ian Khama (Ewell, Surrey, 27 de febrero de 1953) es un militar retirado, jefe tribal y político botsuano que ejerció como presidente de la República de Botsuana entre 2008 y 2018. Previamente fue vicepresidente entre 1998 y 2008, durante el mandato de Festus Mogae y Comandante de las Fuerzas de Defensa de Botsuana entre 1989 y 1998. Representó a la circunscripción parlamentaria de Serowe North en la Asamblea Nacional de Botsuana desde 1998 hasta su división en 2004, pasando a representar a Serowe North West hasta su asunción como presidente en 2008. Durante su presidencia fue líder del gobernante Partido Democrático de Botsuana (BDP), fuerza política dominante del país desde su independencia.
Hijo mayor del jefe tribal y primer presidente de Botsuana, Seretse Khama, y de la ciudadana inglesa Ruth Williams, Khama nació en Inglaterra cuando sus padres se encontraban exiliados por la oposición que su matrimonio interracial suscitó en la entonces Bechuanalandia británica. Khama es el mayor de cuatro hermanos, uno de los cuales es el exparlamentario Tshekedi Khama. Retornó al país junto con su familia poco después. Por parte de su padre, Khama es teóricamente el heredero al trono de la tribu BaNgwato. Sin embargo, nunca expresó interés en asumir formalmente el cargo de Kgosi (lo que lo habría inhabilitado para ocupar cargos públicos electos en el Estado botsuano) y la misma se ha mantenido bajo regencia desde que su padre abdicó por la misma razón en 1956. Aun así, Khama ejerce una influencia abrumadora sobre los asuntos tribales de los BaNgwato y muchos de estos lo consideran de facto su rey.
Educado en Eswatini y en la Real Academia Militar de Sandhurst, Khama se mantuvo alejado de la política durante la presidencia de su padre y tuvo una destacada carrera militar, siendo oficial fundacional de las Fuerzas de Defensa de Botsuana luego de su creación en 1977. Tras el retiro del primer Comandante de las BDF, Mompati Merafhe, en 1989, Khama lo sucedió y ocupó el cargo hasta 1998, cuando el recién asumido presidente Festus Mogae le ofreció entrar en la política y asumir como su vicepresidente. Khama ocupó tanto esta posición como las carteras ministeriales de Asuntos Presidenciales y Administración Pública, otorgándole un importante poder dentro de la administración de Mogae. En 2003, fue elegido presidente del BDP, derrotando a Ponatshego Kedikilwe. Khama asumió como presidente el 1 de abril de 2008, luego de que Mogae se retirara tras cumplir diez años en el cargo, y llevó al BDP a una aplastante victoria en las elecciones de 2009, siendo reelegido para un mandato completo.
El primer mandato de Khama se caracterizó por un giro a una política exterior mucho más proactiva que la de sus predecesores, alineando firmemente a Botsuana con la administración estadounidense de Barack Obama y sosteniendo una retórica agresiva contra los regímenes despóticos en África. Mantuvo un enfrentamiento sin precedentes con el régimen de Robert Mugabe en la vecina Zimbabue en el marco de las violentas elecciones zimbabuenses y apoyó enfáticamente los reclamos de fraude del opositor Movimiento por el Cambio Democrático. También condenó las atrocidades en Darfur por parte del régimen sudanés de Omar al-Bashir y cortó relaciones diplomáticas con Corea del Norte. A pesar de esto, la política interna de Khama fue criticada en varias ocasiones (tanto dentro como fuera de su partido) por supuestas violaciones al Estado de derecho y se acusó al mandatario de ejercer un liderazgo autoritario en desmedro de la democracia en Botsuana, intentando constantemente incrementar los poderes de la presidencia a costa de las demás instituciones. Su liderazgo sobre el BDP también vio un aumento de los conflictos internos que terminaron en amargas divisiones del partido. Antiguos dirigentes del BDP, como el expresidente Quett Masire, acusaron a Khama de tomar decisiones erráticas y de haber llenado el BDP de «oportunistas». La condición de líder tribal de Khama también ha sido constantemente vista como un aliciente de su poder político y sus detractores lo han acusado a él y sus partidarios de explotar la lealtad hacia la jefatura tribal por parte de los votantes BaNgwato en su beneficio.
La mayor parte de la presidencia de Khama estuvo signada por reveses financieros. En las secuelas de la Gran Recesión global en 2009, el gobierno de Khama debió afrontar un deterioro sin precedentes de la situación económica y social del país, que llegó a su apogeo en 2011. Khama respondió a la crisis con fuertes medidas de ajuste recomendadas por el Fondo Monetario Internacional, las cuales causaron un grave impacto en el importante sector público del país y debilitaron la popularidad del gobierno. Aunque Botsuana se mantuvo relativamente estable para la región, la inflación se duplicó y el desempleo se disparó. El resultado fue una prolongada huelga general por parte de la Federación de Sindicatos del Sector Público de Botsuana (BOFEPUSU) y el fraccionamiento del BDP, con numerosos dirigentes de alto perfil abandonando el partido en descontento con el liderazgo de Khama. En las elecciones de 2014, Khama logró la reelección pero el BDP obtuvo el peor resultado de su historia y, por primera vez desde su fundación, no superó el 50% de los votos. El segundo mandato de Khama se caracterizó por un aumento de las críticas en su contra por supuestos intentos de asegurar la continuidad de su dominio político en cuanto tuviera que dejar la presidencia mediante reformas institucionales. Khama fue finalmente sucedido por su vicepresidente Mokgweetsi Masisi el 1 de abril de 2018, tras diez años el poder.
Aunque inicialmente se consideraba a Masisi como un elemento favorable a Khama y se esperaba que continuara influyendo en la política botsuana, ambos dirigentes entraron en conflicto. Masisi rápidamente rompió lazos con su predecesor y comenzó a revertir varias de sus políticas más controvertidas y recortar privilegios a su familia. Khama abandonó el BDP a principios de 2019, citando diferencias irreconciliables con la gestión de Masisi y afirmando que este pretendía impulsar una deriva autoritaria. Los partidarios de Khama fundaron el Frente Patriótico de Botsuana a mediados de ese mismo año para disputar las siguientes elecciones, dando además su respaldo al candidato de la oposición Duma Boko. En las elecciones de 2019, sin embargo, el BDP liderado por Masisi retuvo el poder por amplio margen, presuntamente catapultado por la impopularidad de Khama. Los apoyos de Khama se limitaron a las regiones BaNgwato del Distrito Central. Afirmando que era objeto de una persecución judicial por parte del gobierno de Masisi, Khama abandonó Botsuana en noviembre de 2021 y se declaró a sí mismo un «exiliado político». Imputado, entre otras cosas, por la posesión ilegal de un arma de fuego, se emitió una orden de arresto contra Khama en diciembre de 2022. Una solicitud de Khama para anular esta orden en enero de 2023 fue desestimada.
Posiblemente uno de los dirigentes políticos más polémicos de la historia contemporánea de Botsuana, Khama es una figura sumamente polarizante en su país. La mayoría de la población BaNgwato lo reconoce como su jefe y lo elogia por su labor filantrópica dentro de su tribu, aunque algunas posiciones denuncian estas actitudes como populismo y sectarismo. Debido al descalabro económico que vio la primera parte de su presidencia, a las constantes acusaciones de autoritarismo en su contra y al supuesto abuso político de su posición como jefe tribal, Khama era impopular ante el público cuando abandonó la presidencia, incluso entre los propios miembros del BDP, y es particularmente rechazado entre la población urbana y los no BaNgwato.